# Semionotiformes
Die Semionotiformes sind eine ausgestorbene Ordnung der Knochenfische. Zu der Ordnung wurden früher oft auch die rezenten Knochenhechte (Lepisosteidae) gezählt, die heute aber meist in die Ordnung Lepisosteiformes gestellt werden. Heute werden drei Familien anerkannt, die Semionotidae, die Callipurbeckiidae und die Macrosemiidae.

## Merkmale
Diagnostische Merkmale der Semionotiformes sind das Fehlen des Endopterygoid (ein paariger Hautknochen im Gaumen von Fischen), eine Frontale die dreimal länger war als an ihrer größten Weite breit, lange und schmale Nasalen, eine ringförmige, knöcherne Verstärkung der Orbita die vorne offen war und deren hinterer Rand von schmalen oder röhrenförmigen Infraorbitalknochen gebildet wurde. Die Supraorbitalknochen (über den Augen) waren klein. Das Supracleithrum, ein Deckknochen des Schultergürtels, ist ohne konkave Gelenkfläche zur Artikulation mit der Posttemporale. Auf dem Grat zwischen den Kiemen und den Seiten des Cleithrum saßen eine oder zwei Reihen von Zähnchen. Der obere Rand der Schwanzflosse wird von schuppenartigen Flossenstrahlen gebildet. Ein oder zwei Reihen verlängerter Schuppen saßen am unteren Rand des Schwanzstiels. Die Schuppen der Semionotiformes sind noch von einer Ganoinlage bedeckt.

## Systematik

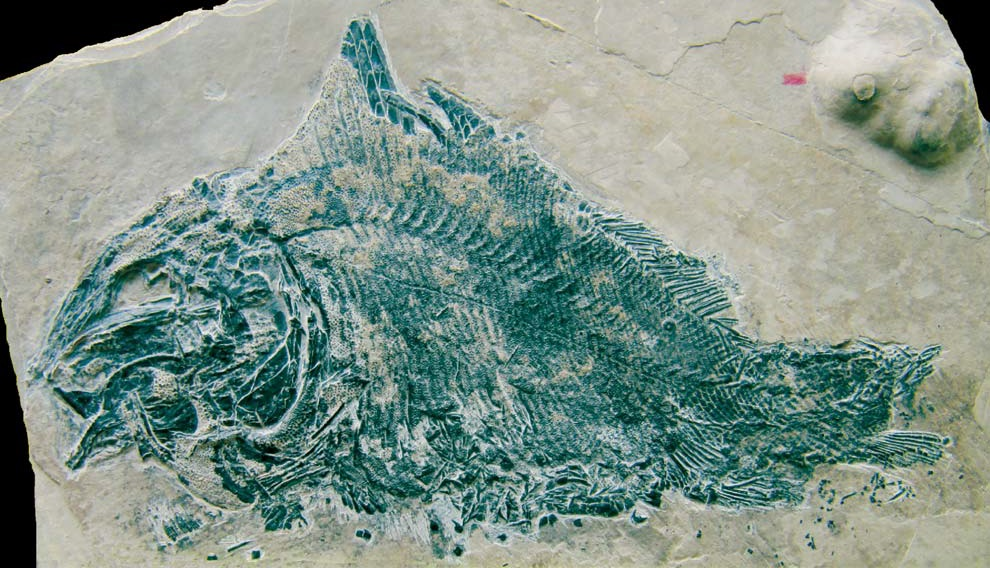
Luoxiongichthys hyperdorsalis

Die Semionotiformes bilden mit den Knochenhechtartigen (Lepisosteiformes) und die keiner Familie zugeordneten Gattung Neosemionotus das Taxon der Ginglymodi. Zu den Semionotiformes gehören alle Taxa, die mehr mit Semionotus verwandt sind als mit Lepidotes, Lepisosteus, Dapedium oder Amia.
Das folgende Kladogramm zeigt die Verwandtschaftsverhältnisse:
|  | Callipurbeckiidae |
|  |                   |
|  | Semionotidae      |
|  |                   |

|  | \| \| Macrosemiidae \| \| \| \| \| \| Luoxiongichthys \| \| \| \| |
|  |                                                                   |
|  | Sangiorgioichthys                                                 |
|  |                                                                   |
|  | Macrosemiidae                                                     |
|  |                                                                   |
|  | Luoxiongichthys                                                   |
|  |                                                                   |

|  | Macrosemiidae   |
|  |                 |
|  | Luoxiongichthys |
|  |                 |

|  | Callipurbeckiidae |
|  |                   |
|  | Semionotidae      |
|  |                   |

|  | \| \| Macrosemiidae \| \| \| \| \| \| Luoxiongichthys \| \| \| \| |
|  |                                                                   |
|  | Sangiorgioichthys                                                 |
|  |                                                                   |
|  | Macrosemiidae                                                     |
|  |                                                                   |
|  | Luoxiongichthys                                                   |
|  |                                                                   |

|  | Macrosemiidae   |
|  |                 |
|  | Luoxiongichthys |
|  |                 |

|  | Callipurbeckiidae |
|  |                   |
|  | Semionotidae      |
|  |                   |

|  | \| \| Macrosemiidae \| \| \| \| \| \| Luoxiongichthys \| \| \| \| |
|  |                                                                   |
|  | Sangiorgioichthys                                                 |
|  |                                                                   |
|  | Macrosemiidae                                                     |
|  |                                                                   |
|  | Luoxiongichthys                                                   |
|  |                                                                   |

|  | Macrosemiidae   |
|  |                 |
|  | Luoxiongichthys |
|  |                 |

|  | Callipurbeckiidae |
|  |                   |
|  | Semionotidae      |
|  |                   |

|  | \| \| Macrosemiidae \| \| \| \| \| \| Luoxiongichthys \| \| \| \| |
|  |                                                                   |
|  | Sangiorgioichthys                                                 |
|  |                                                                   |
|  | Macrosemiidae                                                     |
|  |                                                                   |
|  | Luoxiongichthys                                                   |
|  |                                                                   |

|  | Macrosemiidae   |
|  |                 |
|  | Luoxiongichthys |
|  |                 |